# Granit (Bauunternehmen)
Die Bauunternehmung GRANIT Gesellschaft m.b.H. ist im Bereich Hoch-, Tief-, Generalunternehmer- und Industriebau tätig ist. Die Unternehmenszentrale befindet sich in Graz.
Weitere Standorte:

## Geschichte
1903 wurde der Grundstein für das Unternehmen mit der Gründung der Granit Ceslak im untersteirischen Ceslak (heute Cezlak in der Gemeinde Slovenska Bistrica) gelegt. 1945 wurde das Unternehmen neu aufgestellt und war unter dem Namen Granit Neumann & Co OHG tätig. 1973 erfolgte die Umwandlung in eine Gesellschaft m.b.H.
Im Jahre 1987 begann man mit dem Aufbau von Hochbaukapazitäten. Ein wesentlicher weiterer Meilenstein in diese Richtung war die Gründung der Schwesterfirma Granit Hoch- und Industriebau Ges.m.b.H. (heute Granit Immobilien GmbH).
1989 wurde die Bauunternehmung Herzog übernommen. Seitdem wurde die Unternehmensgruppe um einige Tochterunternehmungen bzw. Beteiligungen erweitert.
Zu den einzelnen Tochterunternehmungen und Beteiligungen:

## Tätigkeit
Darüber hinaus tritt das Unternehmen als Bauträger und Hausverwalter auf, ist im Metallbau und der Objektbetreuung tätig und verfügt über mehrere Produktionsstandorte. Darunter Asphalt- und Betonmischanlagen, Recyclinganlagen, Steinbrüche, sowie Schotterwerke und -gruben.